# Yann Kitala
Yann Kitala (sinh ngày 9 tháng 4 năm 1998) là một cầu thủ bóng đá chuyên nghiệp thi đấu ở vị trí tiền đạo cho Le Havre. Mặc dù sinh ra ở Pháp, anh thi đấu cho Cộng hòa Dân chủ Congo ở cấp độ trẻ quốc gia.

## Sự nghiệp câu lạc bộ
Vào ngày 30 tháng 8 năm 2019, Kitala gia nhập Lorient theo dạng cho mượn từ Lyon. Anh có màn ra mắt cho Lorient với chiến thắng 2–0 ở Ligue 2 trước Clermont vào ngày 14 tháng 9 năm 2019.
Vào tháng 6 năm 2020, Kitala chuyển đến Sochaux với bản hợp đồng có thời hạn 3 năm.  Sochaux đã phải trả 300.000 euro tiền chuyển nhượng cộng với 500.000 euro tiền thưởng.
Vào ngày 13 tháng 7 năm 2022, Kitala kí bản hợp đồng có thời hạn 3 năm với Le Havre.

## Sự nghiệp quốc tế
Mặc dù sinh ra ở Pháp, Kitala là người gốc Congo. Anh thi đấu cho U-20 CHDC Congo trong trận giao hữu với U-20 Anh vào ngày 7 tháng 10 năm 2015.